# Coleophora sanella
Coleophora sanella is een vlinder uit de familie kokermotten (Coleophoridae). De wetenschappelijke naam van deze soort is voor het eerst geldig gepubliceerd in 2004 door Baldizzone & van der Wolf.
De soort komt voor in tropisch Afrika.